# Yoni Kretzmer
Yonatan „Yoni“ Kretzmer (* 1982 in Jerusalem) ist ein israelischer Tenorsaxophonist und Komponist im Bereich des Free Jazz.

## Leben und Wirken
Yoni Kretzmer begann mit 14 Jahren Saxophon zu spielen. Nach Unterricht in Israel bei Erez Barnoi und Stephen Horenstein zog er nach Paris, wo er an der American School of Modern Music bei Peter Giron und Rick Margitza studierte und daneben in verschiedenen Clubs auftrat. Nach seiner Rückkehr
nach Israel leitete er eigenen Formationen (wie Zork und Far From Home) und spielte mit Albert Beger, Assif Tsahar, Harold Rubin, Daniel Sarid, Evan Parker, Yuval Mesner, Slava Ganelin, Vladimir Volkov.
Mit seiner Band New Dilemma, mit der er frei improvisierte Musik mit Kammermusik verbindet, legte er 2009 ein erstes Album vor, außerdem  trat er auf mehreren Festivals auf, wie dem Red Sea Jazz Festival und dem Tel Aviv Jazz Festival. 2009 nahm er mit Baby Sommer auf (Live in Jerusalem). Matthieu Donarier und Assif Tsahar. 2010 zog er nach New York City, hatte Unterricht bei Ellery Eskelin und arbeitet seitdem mit eigenen Formationen, wie dem 2Bass Quartet mit Sean Conly, Reuben Radding und Mike Pride und im Trio mit Jason Ajemian und Mike Pride.

## Diskographische Hinweise
- Yoni Kretzmer’s New Dilemma (Earsay-Jazz, 2009)
- Yoni Kretzmer Quartet: Overlook (Out Now Recordings, 2011)
- Yoni Kretzmer 2Bass Quartet: Weight (OutNow Recordings, 2012), mit Sean Conly, Reuben Radding und Mike Pride
- Kretzmer/Ajemian/Shea: Until Your Throat is Dry (OutNow, 2016)
- Five (OutNow, 2016), mit Thomas Heberer, Steve Swell, Max Johnson, Chad Taylor
- Yoni Kretzmer’s New Dilemma: Months, Weeks and Days (OutNow Recordings, 2018), mit Frantz Loriot, Christopher Hoffman, Josh Sinton, Pascal Niggenkemper, Flin van Hemmen
- Yoni Kretzmer / Torbjörn Zetterberg / Andrew Drury: Seaweed (Different Track Recordings, 2018)
- Mis-Take (OutNow, 2019)
- Daniel Sarid / Yoni Kretzmer / Michael Evans: Bring (OutNow, 2019)